# 12 Aquilae
12 Aquilae è una stella gigante arancione di magnitudine 4,03 situata nella costellazione dell'Aquila. Dista 144 anni luce dal sistema solare. La stella non possiede un nome proprio abituale, ma è stata in passato chiamata Bered , proveniente dall'ebreo בָּרָד barad, che significa "tempesta".

## Osservazione
Si tratta di una stella situata nell'emisfero celeste australe, ma molto in prossimità dell'equatore celeste; ciò comporta che possa essere osservata da tutte le regioni abitate della Terra senza alcuna difficoltà e che sia invisibile soltanto molto oltre il circolo polare artico. Nell'emisfero sud invece appare circumpolare solo nelle aree più interne del continente antartico. Essendo di magnitudine 4, la si può osservare anche dai piccoli centri urbani senza difficoltà, sebbene un cielo non eccessivamente inquinato sia maggiormente indicato per la sua individuazione.
Il periodo migliore per la sua osservazione nel cielo serale ricade nei mesi compresi fra fine giugno e novembre; da entrambi gli emisferi il periodo di visibilità rimane indicativamente lo stesso, grazie alla posizione della stella non lontana dall'equatore celeste.

## Caratteristiche fisiche
La stella è una gigante arancione di tipo spettrale K1III; nonostante l'età simile a quella del Sole (4,64 miliardi di anni), avendo una massa 1,8 quella del Sole ha bruciato più velocemente l'idrogeno interno e uscita dalla sequenza principale è entrata nello stadio di gigante, con un raggio divenuto 12 volte quello solare ed una luminosità 60 volte superiore a quella della nostra stella.
Possiede una magnitudine assoluta di 0,74 e la sua velocità radiale negativa indica che la stella si sta avvicinando al sistema solare.